# Açairama
Açairama é uma palmeira do género Geonoma, encontra-se na região amazônica. Açairama (açaí+rána, tupi:"parecido") significa "parecido com o açaizeiro" ou "falso-açaí".

## Características
É uma palmeira acaulescente, ou seja, possui um tronco curto. A folha tem 50–85 cm de comprimento, divididos regularmente; aurícula de 25-42 de cada lado, com 2–3 cm de largura, sigmóide, escuro, cada um com uma nervura central proeminente e duas veias distintas submarginais. Inflorescência ramificada; pedúnculo de 30–50 cm de comprimento; espiga de 15–25 cm de comprimento e 5–8 mm de diâmetro, flores densamente posicionadas na cova, um milímetro distante. As flores femininas com estaminódios parcialmente livres, espalhando-se na antese.

## Distribuição
Encontrado na região amazônica da Colômbia, Equador, Peru e Brasil, abaixo de 700 m de altitude. No Equador, que ocorre em terra firme nas planícies do leste.

## Sinonímias

### Sinonímias científicas
- Taenianthera camana (Burret);
- Geonoma lagesiana (Dammer);
- Taenianthera lagesiana (Burret).

### Sinonímias populares
- Açairana;
- Alla-puma-tsatsa (em quíchua);
- Falso-açaí;
- Ubim.